# ناثانيل فريمان (سياسي)
ناثانيل فريمان (بالإنجليزية: Nathaniel Freeman)‏ هو طبيب ومحامي وقاضي وسياسي أمريكي، ولد في 1741 في دنيس في الولايات المتحدة، وتوفي في 20 سبتمبر 1827. انتخب عضو مجلس نواب ماساتشوستس.